# Carl Friedberg

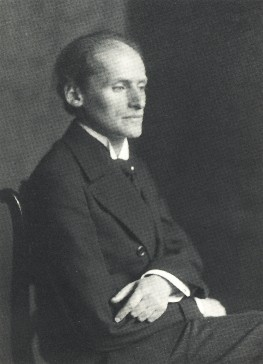
Carl Friedberg

Carl Rudolph Hermann Friedberg (* 18. September 1872 in Bingen; † 9. September 1955 in Meran) war ein deutscher Pianist und Musikpädagoge jüdischen Glaubens.

## Leben und Wirken
Er war der Sohn von Eduard Friedberg (1837–1937) und Elisa Landau (1844–1926), beide aus Bingen. Die Friedberg waren in Weinhandeln seit 1700.
Friedberg studierte von 1883 bis 1887 am Hoch’schen Konservatorium bei James Kwast und war danach zwei Jahre Schüler von Clara Schumann. Sein Orchesterdebüt hatte er 1892 mit den Wiener Philharmonikern unter Leitung von Gustav Mahler. Im Folgejahr erhielt er eine Anstellung als Klavierdozent am Hoch’schen Konservatorium, die er bis 1904 innehatte. Danach unterrichtete er bis 1914 an der Rheinischen Musikschule in Köln.
1914 debütierte er als Pianist an der New Yorker Carnegie Hall. Der Ausbruch des Ersten Weltkrieges verhinderte seine Rückkehr nach Deutschland, und er unternahm Konzertreisen durch die USA und unterrichtete ab 1916 als Nachfolger von Rudolph Ganz die Meisterklasse für Klavier am Institute for Musical Arts, das später in die Juilliard School of Music aufging. Am 13. Januar 1916 heiratete er in New York die Sängerin Gerda Agnes von Wätjen (1886–1965), Tochter des 1911 verstorbenen Geheimen Regierungsrats Hermann von Wätjen aus Düsseldorf. 1918 ging er zurück nach Deutschland, wo er Artur Schnabel im Trio Schnabel/Flesch/Becker ersetzte und als Pianist in München lebte. 1927 holte ihn Frank Damrosch als Lehrer für die fortgeschrittenen Klavierstudenten erneut an das Institute of Musical Arts. Im Frühjahr 1922 veranstaltete er an drei Abenden in München einen Brahms-Zyklus mit Gerda Friedberg (Sopran), Helene Zimmermann (Violine) und Karl Wagner (Klarinette). Zu seinen zahlreichen Schülern zählten u. a. William Masselos, Ernst Freudenthal, Ilse Fromm, Maro Ajemian, Malcolm Frager, Jeanne Therrien, Jane Carlson, Bruce Hungerford, Percy Grainger, Ethel Leginska, Yaltah Menuhin, Elly Ney, Erwin Schulhoff und Jascha Zayde.
1953 nahm Friedberg einige Werke Robert Schumanns auf Schallplatte auf, darunter die Symphonischen Etüden und die Romanze Fis-Dur. 1954 besuchte er zum ersten Mal seit dem Ausbruch des Zweiten Weltkrieges Europa.
1955, im Alter von 82 Jahren, plante er eine Konzertreise in Europa. Ein Ozeandampfer brachte ihn nach Italien, aber an Bord bekam er eine Lungenentzündung. Er ging für eine Kur nach Meran (Meran), wo er starb und begraben wurde.